# منتخب دومينيكا لكرة القدم للسيدات
منتخب دومينيكا الوطني لكرة القدم للسيدات (بالإنجليزية: Dominica women's national football team)‏ هو ممثل دومينيكا الرسمي في المنافسات الدولية في كرة القدم للسيدات، يديريه اتحاد دومينيكا لكرة القدم.

## وصلات خارجية
- الموقع الرسمي